# Marlagne

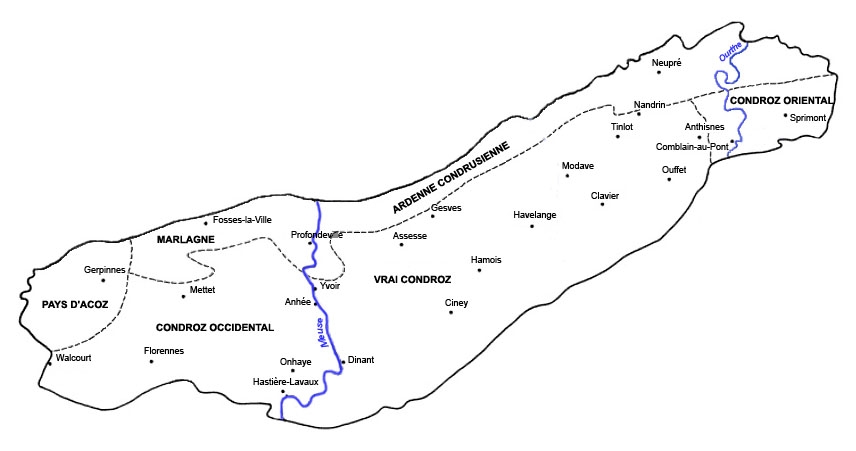
Le Condroz.

La Marlagne est un plateau du Condroz et de la sous-région de l'Ardenne condrusienne situé dans la région de l’immédiat Entre-Sambre-et-Meuse (Belgique). Dans la toponymie locale, le nom ne subsiste plus que dans le Bois de la Haute Marlagne, une forêt de dimension aujourd’hui fort réduite située entre les villages de Sart-Saint-Laurent (Fosses-la-Ville), Bois-de-Villers (Profondeville) et Buzet (Floreffe). 
Le nom se retrouve également à Wépion où il est attaché à un ancien domaine monacal - le 'désert de Marlagne' et la chapelle Sainte-Madeleine - , ainsi qu'à un bois, un ruisseau et des étangs. La Communauté française de Belgique y a construit un centre culturel (Centre Marcel Hicter), voué, en particulier, à accueillir des stages de formation d'animateurs culturels. Il a également servi de décor à la scène finale de La Marque des anges (2013), film franco-belge réalisé par Sylvain White, avec notamment Gérard Depardieu, Joey Starr, Thierry Lhermitte et Helena Noguerra.